# کایا واهترا
کایا واهترا (استونیایی: Kaija Vahtra; ۴ دسامبر ۱۹۸۶) اسکی‌باز صحرانوردی اهل استونی است. وی در بازی‌های المپیک زمستانی ۲۰۱۰ شرکت کرده‌است.